# 第8期名人戦 (囲碁)
第8期名人戦（だい8きめいじんせん）は、1982年（昭和57年）12月から挑戦者決定リーグ戦、1983年9月から挑戦手合七番勝負行われ、名人戦3連覇中の趙治勲が挑戦者大竹英雄を4勝1敗で破り、新旧名人戦で初の4連覇を達成した。

## 方式
コミは5目半。持時間はリーグ戦は各6時間、挑戦手合は各9時間の二日制。

## 結果

### 挑戦者決定リーグ戦
挑戦者決定リーグ参加棋士は、前期シードの大竹英雄、坂田栄男、林海峰、加藤正夫、小林光一、羽根泰正と、新参加で初リーグ入りとなる東野弘昭、石井邦生、石田章の計9名。
前期挑戦者の大竹は、初戦から林、小林、坂田、東野、石井、石田に6連勝し、加藤に敗れたが羽根に勝ち7勝1敗の単独1位となり、2期連続となる挑戦権を獲得した。
前期リーグで坂田栄男戦の対局中に倒れた島村俊廣は、再起ならず1983年5月に引退している。

### 挑戦手合七番勝負
連続挑戦の大竹英雄は、この年はNHK杯戦、鶴聖戦に優勝、碁聖戦を防衛して七番勝負に挑んだ。一方趙治勲名人は、1983年の初めに棋聖戦で3連敗4連勝で藤沢秀行から棋聖位を奪ったが、直後の十段戦で加藤正夫に2連勝3連敗でタイトルを失い、続く本因坊戦で林海峰に3連勝4連敗でタイトルを失って、調子はどん底、タイトル戦続きで疲れきっていると言われていたが、事前の予想は互角とみられていた。
第1局は乱戦となったが、下辺の黒地をうまく荒らした白番趙が慈愛でリードして1目半勝ち。第2局は序盤はじっくりした展開だったが、白は左辺の黒への攻めが続かず、白の地と引き換えに黒番趙が鉄壁の厚みを築き、上辺、右辺の白も圧迫して中央に大きな黒地を作って勝ちきって連勝。
第3局は、黒番大竹のタスキ小目に、白が三間高バサミに一間ビラキの新手。黒は右上の模様を消しに来た白への攻めにアマイ手があり、左辺白への攻めでも決め手を逃し、白が好調となったが、白120手目が小さく、黒が逆転して一勝を返した。第4局は、黒番趙がが下辺、左辺の白石に手をかけている間に、白は中央を厚くし、消しに来た黒を捕獲して優勢になったが、攻め合いの形の手順戦後で、無条件勝ちがコウとなってしまい逆転、防衛まであと1勝とした。
第5局は、上辺の競り合いで黒の大竹に手順ミスがあり、黒石を大きく飲み込まれて白が勝勢となった。大竹は持ち時間を5時間以上残し150手までで投了。趙が4勝1敗で名人戦4連覇を果たし、林海峰の3連覇を抜く記録となった。
七番勝負（1983年）（△は先番）
趙は4連覇中の成績が16勝3敗1無勝負という高い勝率をあげているが、「二つのタイトル戦でいやな負け方が続いたので不安だった。俺は弱いんだ、負けてもともとなんだと自分にいい聞かせながら打ったのが良かったと思う」と述懐し、破れた大竹は「今期は第四局がすべてで、あの碁を失って終わりました」と語った。

## 対局譜

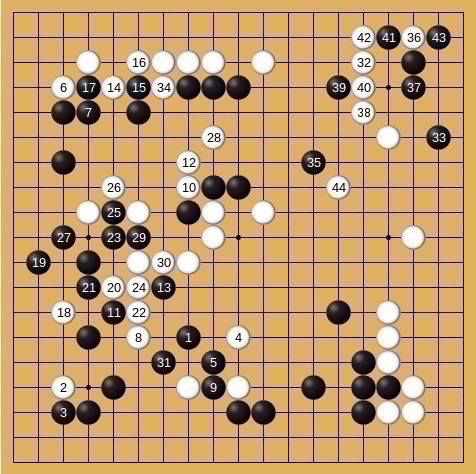
第4局(45-88手)

必勝の碁を落とす 第8期名人戦挑戦手合七番勝負第4局 1983年10月12-13日 趙治勲名人(先番)-大竹英雄
趙2勝の後の大竹1勝で迎えた第4局は、趙が勝てば防衛に近づき、大竹が勝てば追い上げムードが強まる。先番趙はシリーズはじめて、1手目三々から向かい小目、白は黒のカカりに三間高バサミのゆっくりした布石から中央に力を蓄えた。下辺を消しに来た白を攻めようとする黒1(45手目)に、白8と意表を突き、さらに白18から仕掛けた。黒23では、黒24、白20の上、黒11の下、がよかった。黒27も黒29、白がその右に押さえなら27、白が30なら26の左に切れる。白34の切断に回り、さらに白44と攻めては優勢となった。
この黒が脱出を図るが、強引に切断され、白の攻め合い勝ちで必勝の形となるが、失着により無条件勝ちのところがコウになり逆転し、215手まで黒1目半勝ちとなった。

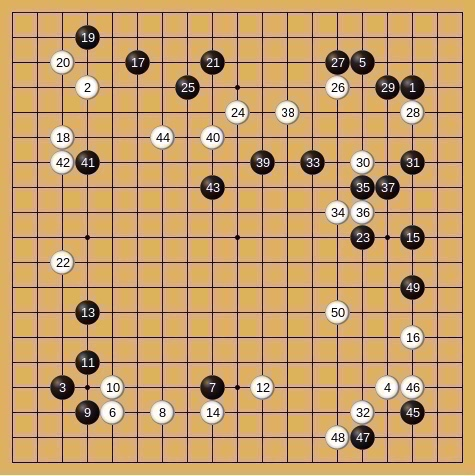
第3局(1-50手)

挑戦者1勝 第8期名人戦挑戦手合七番勝負第3局 1983年9月28-29日 趙治勲名人-大竹英雄(先番)
白8の一間ビラキが新手。白12は14の下のスベリが右下済みとの関連で優った。右上で白24から30まで消して右下32に回ったのは大胆な手で、黒は33から右上の白を包囲していくが、黒49が甘く、白50が下辺を広げながら中央の連絡を見る好手となった。黒は中央の攻めを見ながら左辺を分断したが、白は左辺を生きて、中央も巧妙に連絡して優勢。しかし上辺の大ヨセの手（120手目）が敗着となり、黒が右辺を地にする手が大きく、逆転し、177手まで黒中押勝で大竹が1勝を返した。

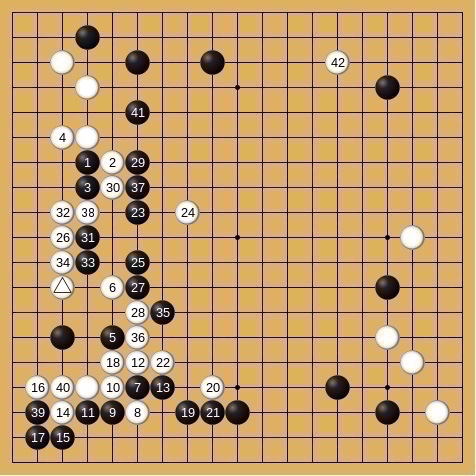
第2局(19-60手)

名人連勝 第8期名人戦挑戦手合七番勝負第2局 1983年9月20-21日 趙治勲名人(先番)-大竹英雄
黒1（19手目）のツケは、白の応手を見て左下のはさまれた石の動き方を決める作戦。白8では23に打って左辺の黒を取り切る手もあった。白22では36にがっちり取りきるほうがよい。黒を攻めたつもりの白24が失着で、黒25で打つ手がなく、黒2子を取ったものの、黒41まで黒が鉄壁の厚みとなり、24の石は無駄手となってしまった。24では右上にカカって右辺を構えて入れば白が有望だった。その後黒は、上辺に入ってきた白を攻めてさらに厚くし、中央が自然と大きな地になって大差の碁、185手まで黒中押勝となった。

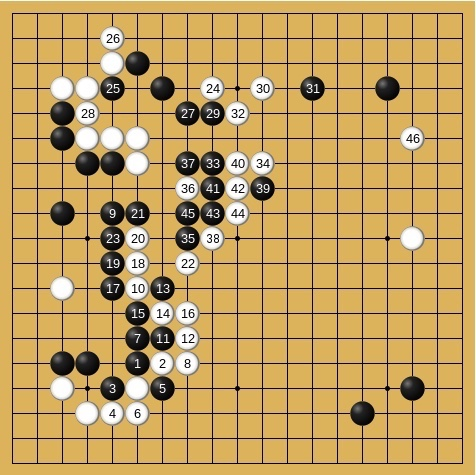
石田-加藤(25-70手)

新参加残留 第8期名人戦リーグ 1983年2月20-24日 石田章-加藤正夫(先番)
石田章はこれまで1978-79年に新人王戦2連覇などの実績があるが、初のリーグ入り。加藤正夫王座戦では、白10（34手目）以下左辺が黒地になったが、中央が厚壮。上辺で白34と攻めるのに、黒35が勝手読みで、白36が厳しく、白44も先手でさらに厚みを増した。35では43に一間トビが相場のところ。その後白は右上隅を荒らす手に回ることができて細かい形勢となり、白が1目半勝ちとなった。石田はリーグ4勝4敗で残留を果たした。

## 注
1. ↑  『1984年版・囲碁年鑑』